# Camici e pigiami
Camici e pigiami è un libro scritto dal medico Paolo Cornaglia Ferraris che esplora il vasto e variegato mondo della sanità italiana e descrive una lunga serie di anomalie e disfunzioni riscontrate direttamente dallo stesso autore. Vengono focalizzate le problematiche indotte da una cattiva gestione della sanità, che vanno dalle strutture fatiscenti, alla sporcizia, ai cibi scadenti, ai mancati investimenti, all'aumento della disoccupazione, agli abusi e privilegi che scandiscono le varie fasi della carriera medica, alle mancanze della classe medica dirigente, alle contraddizioni della ricerca e così via.

## Edizioni
- Paolo Cornaglia Ferraris, Camici e pigiami, Laterza, 1999,  pp.196 , cap. 12.